# أندرو جولوتا
أندرو يان جولوتا (بالبولندية: Andrzej Jan Gołota) مواليد 5 يناير 1968 في وارسو، هو ملاكم بولندي يصنف ضمن فئة الوزن الثقيل. شارك في دورة الألعاب الأولمبية الصيفية. 

## إحصائيات
خاض خلال مسيرته 52 نزالا، فاز في 41 وتعادل في 1 وخسر في 9. فاز بالضربة القاضية في 33 نزالا.

## الميداليات
| الميدالية | المسابقة                       |
| --------- | ------------------------------ |
| برونزية   | الألعاب الأولمبية الصيفية 1988 |

## وصلات خارجية
- أندرو جولوتا على موقع بوكس ريك (الإنجليزية) (registration required)
- أندرو جولوتا على موقع اللجنة الأولمبية الدولية (الإنجليزية)
- أندرو جولوتا على موقع أوليمبيديا (الإنجليزية)
- أندرو جولوتا على موقع اللجنة الأولمبية البولندية (مؤرشف) (البولندية)

- الموقع الرسمي